# Friedrich Wolf
Pour les articles homonymes, voir Wolf.
Œuvres principales
Friedrich Wolf, né le 23 décembre 1888 à Neuwied en Province de Rhénanie et mort le 5 octobre 1953 à Lehnitz, arrondissement d'Oranienbourg, en République démocratique allemande, est un dramaturge et romancier allemand.

## Biographie
Friedrich Wolf, issu d'une famille de marchands, fait des études de médecine. En 1914, il est médecin sur un navire de ligne. Quand la Première Guerre mondiale éclate, il est mobilisé comme médecin militaire. Devenu pacifiste, il adhère en 1918 au Parti social-démocrate indépendant d'Allemagne (USPD). En 1920, il prend part à la Révolution allemande.
En 1924, il écrit une pièce de théâtre remarquée, Der arme Konrad, drame historique qui se passe pendant la guerre des Paysans et dont le sujet est le soulèvement des fermiers de Remstal contre le prince (Fürst),.
Il adhère au Parti communiste d'Allemagne et à l'Association des écrivains prolétariens révolutionnaires (Bund proletarisch-revolutionärer Schriftsteller) en 1928. Lors de la prise du pouvoir par Hitler, il s'exile en raison de ses idées politiques et de ses origines juives. Il se réfugie en Suisse, en France puis en URSS où il publie son œuvre la plus connue « le professeur Mamlock », adapté au cinéma en 1938 par Adolf Minkine et Herbert Rappoport et en 1961 par son fils.
En 1938 il rejoint les Brigades internationales en Espagne comme médecin. Il arrive en France en 1939, où il est interné au camp du Vernet. Il parvient à rejoindre Moscou en 1941. En 1945, il rentre à Berlin et prend part à la création de la République démocratique allemande. Il est ainsi le premier ambassadeur de cet État en Pologne, de 1950 à 1951.
Il est le père du cinéaste Konrad Wolf et de l'espion Markus Wolf.

## Liste des œuvres
- Mohammed (1917, pièce de théâtre)
- Langemarck (1917, essai historique)
- Das bist du (1919, pièce de théâtre)
- Der Unbedingte (1919, pièce de théâtre)
- Die Schwarze Sonne (1921, pièce de théâtre)
- Tamar (1922, pièce de théâtre)
- Die Schrankkomödie (1923, pièce de théâtre)
- Der Arme Konrad (1923, pièce de théâtre)
- Das Heldenepos des alten Bundes  (1924)
- Kreatur (1925, roman)
- Kolonne Hund (1926, pièce de théâtre)
- Äther (1926)
- Die Natur als Arzt und Helfer (1927)
- Koritke (1927, pièce de théâtre)
- "Der Kampf im Kohlenpott" (1927, novella)
- Cyankali (1929, pièce de théâtre)
- Die Matrosen von Cattaro" (1930, pièce de théâtre)
- Tai Yang erwacht (1930, pièce de théâtre)
- Professeur Mamlock. Pièce de théâtre en 4 actes, 1933, Les Editeurs réunis, 1977
- Floridsdorf (1934, pièce de théâtre)
- Das trojanische Pferd (1935, pièce de théâtre)
- Zwei an der Grenze (1938, roman)
- Beaumarchais (1940, pièce de théâtre)
- "Der Russenpelz" (1942, nouvelle)
- Heimkehr der Söhne (1944, roman)
- Dr. Lilli Wanner (1944, pièce de théâtre)
- Was der Mensch säet (1945, pièce de théâtre)
- Die letzte Probe (1946, pièce de théâtre)
- Märchen für große und kleine Kinder (1946)
- Wie Tiere des Waldes (1947, pièce de théâtre)
- Der Rat der Götter (1949, scénario)
- Bürgermeister Anna (1949, comedie)
- Menetekel (1952, roman)
- Thomas Müntzer (1952, pièce de théâtre et film)

## Sources
- (de) Hermann Haarmann, 1987, Professor Mamlock, Stuttgart, Reclam.
- (de) Günther Rühle, 1973, Die Matrosen von Cattaro dans Zeit und Theater, Band 2. Von der Republik zur Diktatur, 1925-1933, Francfort, Propyläen Verlag.